# استان سالاوان
سالاوان (به لاتین: Salavan) یکی از استان‌های لائوس است.این استان دارای ۳۳۶۰۰۰ نفر جمعیت و مرکز این استان شهر سالاوان می باشد.

## تاریخچه
نام پیشین این استان سراوان که توسط یک فرد تایلندی به در سال ۱۸۲۸ به سالاوان تغیر داده شد.

## جغرافیا
استان سالاوان مساحت ۱۶،۳۸۹ کیلومتر مربع (۶،۳۲۸ مایل مربع). را پوشش می دهد این استان از شمال به استان ساوان‌ناکت،ازجنوب شرقی به استان سکونگ ،از جنوب غربی به استان چامپاساک،از شرق به تایلند و از غرب به تایلند متصل می شود .

## جمعیت
جمعیت این استان در یک سرشماری در مارس سال ۲۰۰۵، ۳۰۰۰۰۰ نفر تشخیص داده شده است که ترکیبی از 6 قوم مختلف از جمله:الک،کتنگ،کتو،سوای،اویت و رینگ است.

## نگارخانه

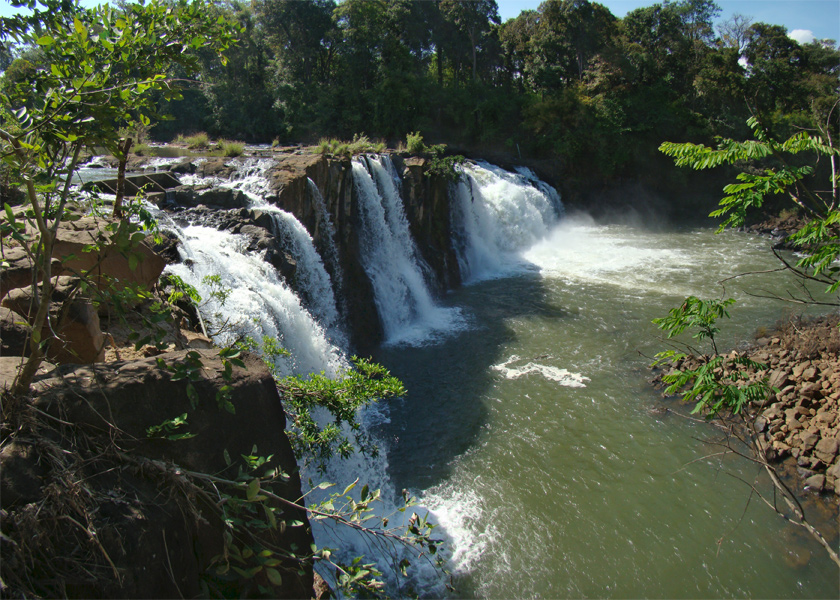
آبشار تاتلو
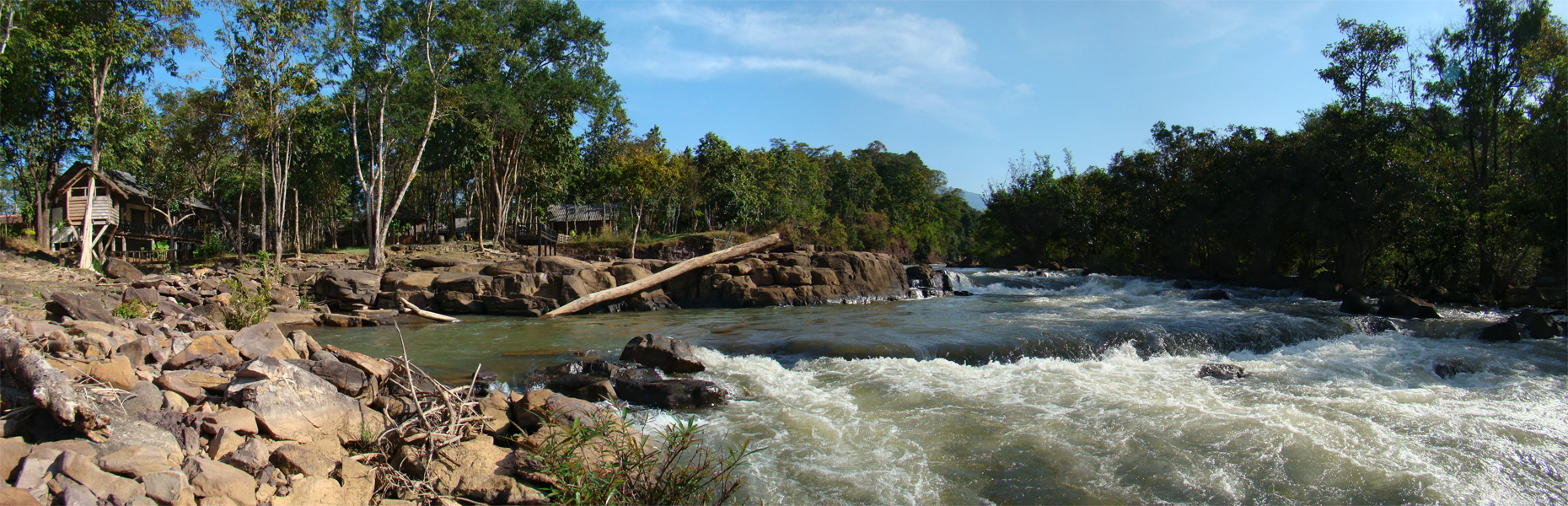
نمای پایین ابشار تاتلو
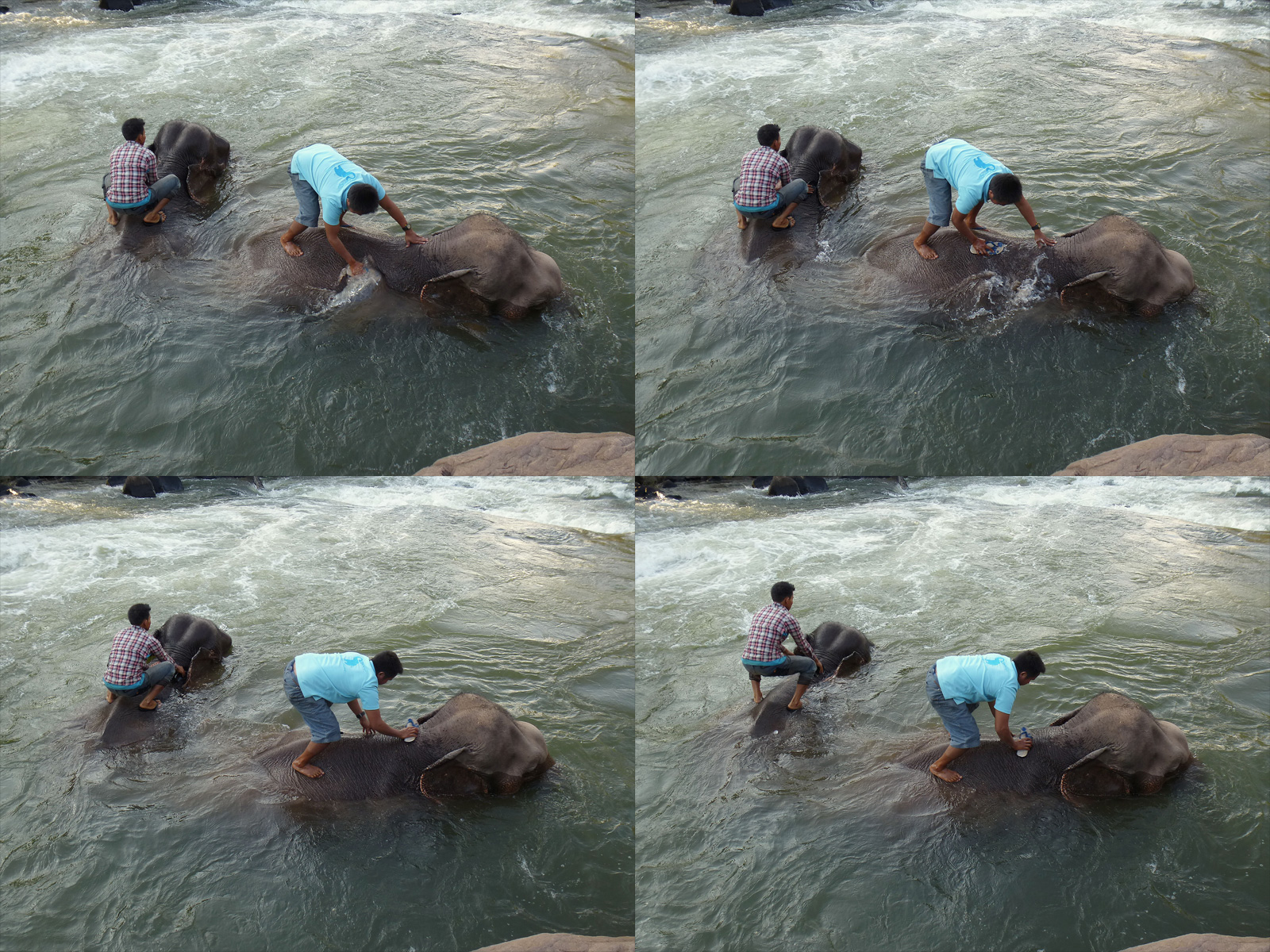
حمام دادن فیل در رودخانه تاتلو